# Route nationale 519
Die Route nationale 519, kurz N 519 oder RN 519 war von 1933 bis 1973 eine französische Nationalstraße, die zwischen der N82 nordöstlich von Annonay und Beaucroissant verlief. Ihre Gesamtlänge betrug 64 Kilometer. 1978 übernahm die N82 den Abschnitt ab der Kreuzung nordöstlich von Annonay bis zur N7. Dieser wurde 2006 abgestuft. Um 2000 gab es eine N519 als Alternativstrecke beim Bau der A750. Diese trägt heute die Nummer D619E1. Das Stück zwischen der N7 und N86 war ab 1884 mit Eröffnung der Rhônebrücke Nationalstraße; damals als Seitenast der N86 eingestuft.